# Cercamonins
Els cercamonins (Cercamoniinae) són una subfamília de la família Notharctidae de primats extints.

## Classificació
- Família Notharctidae
  - Subfamília Cercamoniinae
    - Gènere Anchomomys
    - Gènere Agerinia
    - Gènere Buxella
    - Gènere Caenopithecus (?)
    - Gènere Darwinius
    - Gènere Djebelemur
    - Gènere Donrussellia
    - Gènere Europolemur
    - Gènere Mahgarita
    - Gènere Mazateronodon
    - Gènere Nievesia
    - Gènere Panobius
    - Gènere Periconodon
    - Gènere Pronycticebus